# Hans Esser
Hans Esser (Essen, 15 de enero de 1909-Hilden, 26 de agosto de 1988) fue un deportista alemán que compitió en esgrima, especialista en la modalidad de sable.
Participó en dos Juegos Olímpicos de Verano, obteniendo una medalla de bronce en Berlín 1936 en la prueba por equipos. Ganó dos medallas de bronce en el Campeonato Mundial de Esgrima, en los años 1935 y 1937.

## Palmarés internacional
| Juegos Olímpicos   | Juegos Olímpicos  | Juegos Olímpicos  | Juegos Olímpicos  |
| Año                | Lugar             | Medalla           | Prueba            |
| ------------------ | ----------------- | ----------------- | ----------------- |
| 1936               | Berlín (Alemania) | Medalla de bronce | Sable por equipos |
| Campeonato Mundial |                   |                   |                   |
| Año                | Lugar             | Medalla           | Prueba            |
| 1935               | Lausana (Suiza)   | Medalla de bronce | Sable por equipos |
| 1937               | París (Francia)   | Medalla de bronce | Sable por equipos |